# Chaetacis woytkowskii
Chaetacis woytkowskii är en spindelart som beskrevs av Levi 1985. Chaetacis woytkowskii ingår i släktet Chaetacis och familjen hjulspindlar.
Artens utbredningsområde är Peru. Inga underarter finns listade i Catalogue of Life.